# Google TV (операційна система)
Google TV — це програмна платформа для приставки чи Smart TV, яка базується на операційній системі Android та розроблена компанією Google LLC Офіційний анонс відбувся 20 травня 2010 року.

## Особливості
На-відміну від інших платформ, як Apple TV, чи сучасних телевізорів Sony та Samsung Google TV може бути як і вмонтованим у телевізор, так і поставлятися окремо, як приставка. Також, важлива особливість — можливість встановити адаптовані для великих екранів програми з Google Play.

## Контролери
Для керування телевізором можна використовувати QWERTY клавіатуру чи пристроєм з Android або iOS за допомогою програми Google TV Remote. Також, розробник може зробити мульти-екранний додаток: винести елементи керування в додаток для смартфона чи планшета на Android.

## Пристрої
На даний момент є лише три пристрої: телевізор Sony NSX46GT1, blu-ray плеєр Sony NSZGT1 та приставка Logitech Revue.